# Biała Czubka
Die Biała Czubka ist ein Berg in der polnischen Westtatra mit 1333 Metern Höhe im Massiv der Krokiew.

## Lage und Umgebung
Unterhalb des Gipfels liegen die Täler Dolina Strążyska und Dolina Małej Łąki. 

## Tourismus
Die Biała Czubka ist bei Wanderern sehr beliebt.

### Routen zum Gipfel
Ein Wanderweg führt auf den Gipfel.
- ▬ Der schwarz markierte Wanderweg Ścieżka nad Reglami führt vom Zakopaner Stadtteil Kuźnice über den Gipfel bis ins Tal Dolina Chochołowska.

Als Ausgangspunkt für eine Besteigung seiner Hänge aus den Tälern eignen sich die Kondratowa-Hütte, Ornak-Hütte und das Kalatówki-Berghotel.

## Belege
- Zofia Radwańska-Paryska, Witold Henryk Paryski, Wielka encyklopedia tatrzańska, Poronin, Wyd. Górskie, 2004, ISBN 83-7104-009-1.
- Tatry Wysokie słowackie i polskie. Mapa turystyczna 1:25.000, Warszawa, 2005/06, Polkart, ISBN 83-87873-26-8.